# Petaurillus kinlochii
Petaurillus kinlochii es una especie de roedor de la familia Sciuridae.

## Distribución geográfica
Es  endémica de Malasia.